# Adam Puławski
Adam Puławski es un historiador polaco y ex investigador del Instituto de la Memoria Nacional. Su investigación se centra en el Estado secreto polaco y el gobierno polaco en el exilio y sus acciones hacia los ciudadanos judíos de Polonia durante el Holocausto. Puławski ha argumentado que el gobierno polaco a menudo trataba a los judíos polacos como extranjeros y su exterminio como un tema secundario. En contraste con las afirmaciones hechas por el partido Ley y Justicia de que el gobierno polaco en el exilio hizo todo lo posible para ayudar a los judíos polacos, Puławski descubrió que hubo intentos de censurar las noticias sobre el destino de los judíos. Además, Puławski argumentó que existen mitos históricos sobre Jan Karski. Según su investigación, la misión de Karski no se dedicó a alertar a los Aliados occidentales sobre el Holocausto.

## Carrera
Después de trabajar para el Instituto de la Memoria Nacional durante dieciocho años, en 2018, fue trasladado a una división diferente de la institución donde no tendría la oportunidad de realizar una investigación histórica. Al menos 130 historiadores de varios países, incluidos Timothy Snyder y Norman Davies, firmaron una carta objetando esta decisión y declarando que no ayudaría a la credibilidad del IPN. Debido a que no se le permitió hacer investigación histórica, Puławski renunció. Puławski dijo que el IMN se estaba centrando demasiado en cómo los judíos trataban a los polacos durante la guerra: "si un judío sobreviviera y tuviera que robar una zanahoria al mismo tiempo, por ejemplo porque se estaba muriendo de hambre, ahora vamos a decir que este judío es malvado", y tratando de retratar a los judíos como ingratos por los intentos de rescate polacos. Por el contrario, Puławski cree que para lograr una interpretación histórica precisa y equilibrada, es necesario examinar la situación completa, en lugar de un aspecto de ella, y dejar los juicios morales al lector.
La publicación de su libro de 2018 fue bloqueada por el IMN, pero Puławski recaudó 24.000 en donaciones y lo publicó la asociación Rocznik Chełmski. El libro recibió valoraciones positivas en revistas académicas y del Instituto de Historia Judía de Polonia declaró: "En futuras investigaciones sobre el exterminio de la población judía, los resultados de su investigación de Puławski no pueden omitirse en silencio ni ignorarse". Al escribir sobre el libro de Puławski de 2009, Wojtek Rappak escribió que su "estudio meticuloso del flujo de información sobre el Holocausto, desde lo local a los distintos niveles superiores del estado clandestino y luego a Londres, parece el estudio definitivo sobre el tema." El libro fue denunciado por el historiador Wojciech Muszyński que describió a Puławski como un "hombre enfermo".
En septiembre de 2020, recibió su habilitación de la Universidad Maria Curie-Skłodowska. Tuvo que pagar las cuotas (alrededor de 20.000) él mismo y ha estado desempleado durante gran parte del tiempo desde que dejó el IMN.

## Trabajos
- Puławski, Adam (2009). W obliczu zagłady: Rząd RP na Uchodźstwie, Delegatura Rządu RP na Kraj, ZWZ-AK wobec deportacji Żydow do obozów zagłady (1941-1942) (en polaco). Instytut Pamięci Narodowej. ISBN 978-83-7629-088-1.[10]
- Puławski, Adam (2018). Wobec "niespotykanego w dziejach mordu": Rząd RP na uchodźstwie, Delegatura Rządu RP na Kraj, AK a eksterminacja ludności żydowskiej od "wielkiej akcji" do powstania w getcie warszawskiem (en polaco). Stowarzyszenie Rocznik Chełmski. ISBN 978-83-946468-2-0.